# Rheingau (región vinícola)
Rheingau es una región vinícola de Alemania ubicada en la ribera del río Rin, cerca de la ciudad de Fráncfort del Meno y que se extiende desde Wiesbaden hasta Rüdesheim. En esta zona es donde se elaboran los vinos alemanes con mayor reputación y los más valorados en el mercado, como los vinos clásicos elaborados con Riesling y con viñas, como Schloss Vollrads y Schloss Johannisberg, o los denominados Kabinett.
Esta comarca vitivinícola fue la primera en sufrir el impacto de la podredumbre noble, así como la pionera en la técnica de la vendimia tardía o Spätlese y en desarrollar y aplicar la normativa alemana para el etiquetado de las botellas.  
Un hecho geográfico hace que la comarca del Rheingau tenga una buena disposición para el cultivo del vino, ya que es el único lugar donde el Rin deja de correr en la dirección norte-sur, para dar un giro de un cuadrante y continuar en dirección este-oeste. Este fenómeno hace que los montes Taunus en el norte y las laderas vinícolas estén orientadas al sur, lo cual proporciona un microclima que ayuda especialmente a la maduración de la uva.
Rin
- Riesling 78,2 %
- Spätburgunder 12,7 %
- Diversos vinos blancos 6,2 %
- Diversos vinos tintos 2,9 %

La producción vinícola se distribuye entre las siguientes variedades:
- Riesling
- Rheingau

- Datos: Q387316
- Multimedia: Vineyards of Rheingau / Q387316